# Аннетта-Норт (Техас)
Аннетта-Норт (англ. Annetta North) — місто (англ. town) в США, в окрузі Паркер штату Техас. Населення — 554 особи (2020).

## Географія
Аннетта-Норт розташована за координатами 32°43′13″ пн. ш. 97°40′37″ зх. д. / 32.72028° пн. ш. 97.67694° зх. д. (32.720287, -97.676920).  За даними Бюро перепису населення США в 2010 році місто мало площу 8,67 км², уся площа — суходіл. В 2017 році площа становила 9,78 км², уся площа — суходіл.

## Демографія
Згідно з переписом 2010 року, у місті мешкало 518 осіб у 194 домогосподарствах у складі 161 родини. Густота населення становила 60 осіб/км².  Було 211 помешкання (24/км²).
Расовий склад населення:
| - 95,9 % — білих - 0,8 % — азіатів - 0,6 % — корінних американців - 1,7 % — осіб інших рас |

До двох чи більше рас належало 1,0 %. Частка іспаномовних становила 6,2 % від усіх жителів.
За віковим діапазоном населення розподілялося таким чином: 21,0 % — особи молодші 18 років, 63,0 % — особи у віці 18—64 років, 16,0 % — особи у віці 65 років та старші. Медіана віку мешканця становила 48,6 року. На 100 осіб жіночої статі у місті припадало 106,4 чоловіків;  на 100 жінок у віці від 18 років та старших — 103,5 чоловіків також старших 18 років.
Середній дохід на одне домашнє господарство  становив 145 644 долари США (медіана — 105 714), а середній дохід на одну сім'ю — 155 652 долари (медіана — 116 563). За межею бідності перебувало 4,3 % осіб, у тому числі 8,1 % дітей у віці до 18 років та 2,5 % осіб у віці 65 років та старших.
Цивільне працевлаштоване населення становило 239 осіб. Основні галузі зайнятості: освіта, охорона здоров'я та соціальна допомога — 19,2 %, науковці, спеціалісти, менеджери — 12,6 %, виробництво — 12,6 %.